# Ebonita

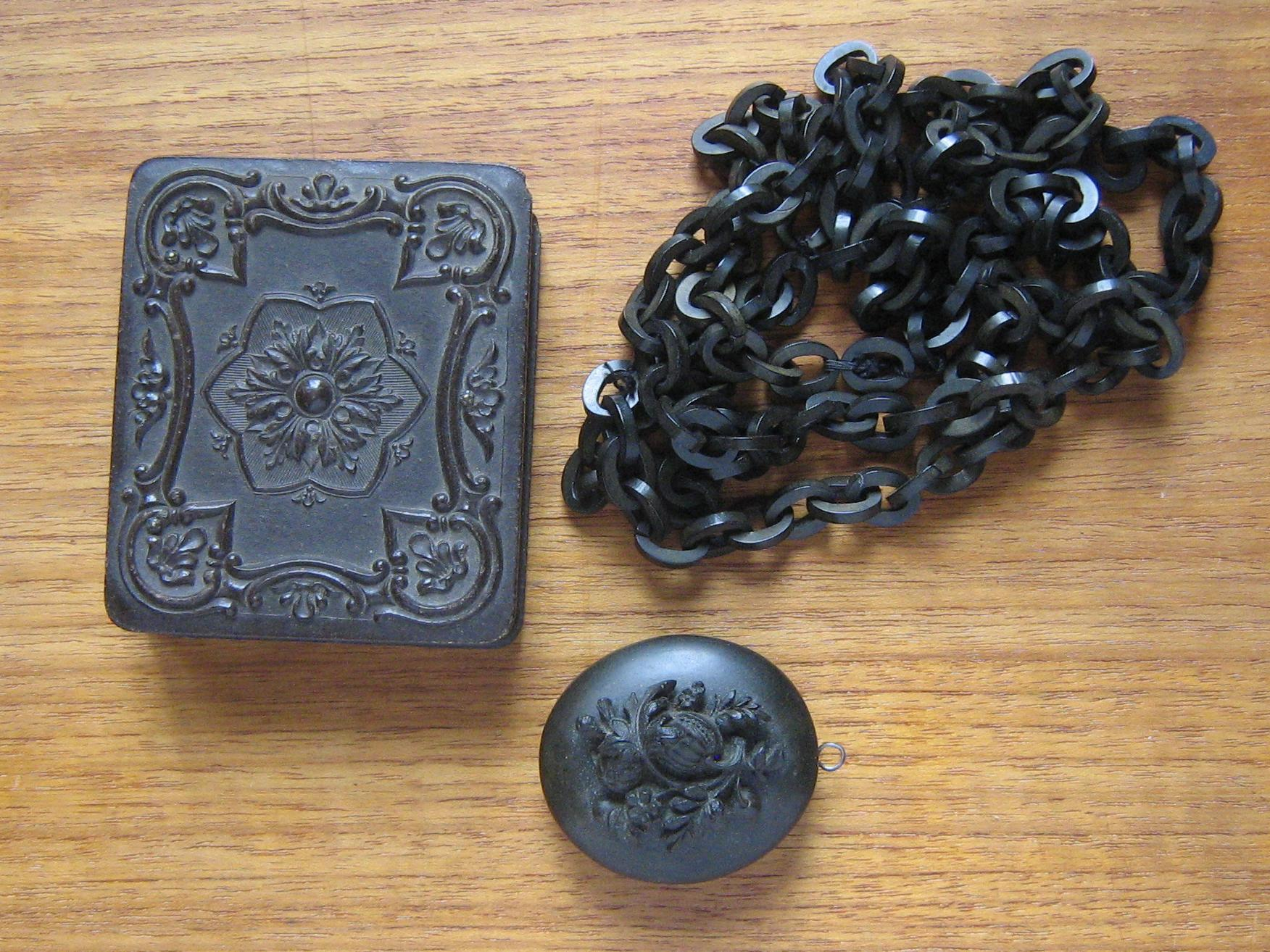
Ebonita. Cadena de reloj de mujer de la década de 1860, medallón alrededor de 1870 y caja para hojalata tipo 1857.

La ebonita fue uno de los primeros polímeros en descubrirse. Se obtiene al vulcanizar caucho puro con azufre sucesivamente (entre un 25 y 50 % de azufre) y su nombre proviene del ébano al que, por sus propiedades, puede sustituir en algunas aplicaciones. Es un polímero duro, negro y compacto susceptible de mecanizado por arranque de viruta.

## Aplicaciones
La ebonita, al igual que el vidrio, se caracteriza por su muy buen aislamiento; gracias a esto pueden realizarse los estudios experimentales de la electricidad estática o de la electricidad electroestática.
El cuerpo que resulta es negro, muy duro y admite el pulimento por el cual adquiere bastante brillo. Se emplea para mango de las clavijas de contacto, tableros de mesas y sostenes de aparatos telegráficos que se quieran tener bien aislados.

## Composición
La ebonita, como toda mezcla de caucho, está compuesta por caucho virgen, azufre, acelerantes, antioxidantes, plastificantes, polvo de ebonita, cargas inertes y, a veces, grafito.
Químicamente solo puede obtenerse con el coeficiente 1/3 de azufre neutro (sublimado).
Lógicamente las cantidades y proporciones por eso 
son variables, en función del uso y características de la especificación.
No obstante, su estructura molecular, debido al azufre, le confieren un estado cristalino que supone su gran ventaja sobre otros elastómeros para una amplia gama de aplicaciones.

## Antecedentes de la ebonita
- La ebonita puede formularse en una amplia gama de durezas que abarca desde el estado elastomérico 75° Shore A, hasta el cristalino 85° Shore D.
- Se puede alcanzar una excelente adhesión al metal.
- Posee gran rigidez dieléctrica que puede disminuirse en función de las cargas orgánicas halogenadas.
- Posee excelentes propiedades de mecanización y de adhesión al acero.
- Su estructura cristalina le confiere una gran impermeabilidad a líquidos y gases. La absorción de agua es prácticamente nula, * siendo recomendada para recubrimientos de instalaciones para tratamiento de aguas.
- El rango de temperaturas que soporta es de +5 °C a +105 °C. Sobrepasar estos valores supone un desgaste que limitará la durabilidad de la ebonita.

- Datos: Q461714
- Multimedia: Ebonite / Q461714